# Houcine Jaber
Houcine Jaber ou Houcine Jabeur, né le 13 juillet 1986, est un footballeur tunisien.

## Carrière
- ?-2009 : Club sportif sfaxien (Tunisie)
- 2009-2010 : Club africain (Tunisie)
- 2010-2012 : Jeunesse sportive kairouanaise (Tunisie)
- 2012 : Étoile sportive du Sahel (Tunisie)
- 2013 : Olympique de Béja (Tunisie)

## Palmarès
- Coupe de Tunisie (1)
  - Vainqueur :  2009
- Coupe de la confédération (2)
  - Vainqueur :  2007, 2008